# Buk lśniący
Buk lśniący (Fagus lucida Rehder & E.H.Wilson) – gatunek roślin z rodziny bukowatych (Fagaceae Dumort.). Występuje naturalnie w Chinach – w prowincjach Anhui, Fujian, Guangdong, Kuejczou, Hubei, Hunan, Jiangxi, Syczuan i Zhejiang, a także w regionie autonomicznym Kuangsi. Bywa uprawiany w kolekcjach i ogrodach botanicznych, w Polsce był sadzony w arboretum w Kórniku i w Ogrodzie Botanicznym Uniwersytetu Wrocławskiego.

## Morfologia
PokrójZrzucające liście drzewo dorastające do 25 m wysokości.
LiścieBlaszka liściowa ma owalny lub eliptycznie owalny kształt. Mierzy 5–11 cm długości, jest falowana na brzegu, ma klinową nasadę i ostry lub krótko spiczasty wierzchołek. Ogonek liściowy jest nagi i ma 6–20 mm długości.
OwoceOrzechy wystające pojedynczo z brązowych miseczek mierzących 10–15 mm średnicy.

## Biologia i ekologia
Rośnie w lasach. Występuje na wysokości od 800 do 2000 m n.p.m. Kwitnie od kwietnia do maja, natomiast owoce dojrzewają od września do października.